# Thesium squarrosum
Thesium squarrosum är en sandelträdsväxtart som beskrevs av Carl von Linné d.y.. Thesium squarrosum ingår i släktet spindelörter, och familjen sandelträdsväxter. Inga underarter finns listade i Catalogue of Life.